# Fugitive Slave Act
La Legge sugli schiavi fuggitivi (in lingua inglese: Fugitive Slave Act) fu approvata nel febbraio del 1793 dal Congresso degli Stati Uniti d'America, e controfirmato dalla presidenza di George Washington il 12 febbraio dello stesso anno.

## Contesto
La legge era una risposta ad una controversia sorta tra Pennsylvania e Virginia. Sebbene il problema degli schiavi fuggiti fosse stato regolato all'Assemblea di Philadelphia nel 1787 (articolo IV, sezione 2 del documento finale), emerse la convinzione che la cooperazione tra stati avrebbe favorito l'applicazione della norma. In realtà, le differenze tra le convinzioni morali e le questioni riguardanti la responsabilità legale dell'applicazione rese difficile la traduzione (rendition) dei fuggitivi.
Il caso che accelerò il processo decisionale del Congresso nel 1793 riguardava il caso di uno schiavo, John Davis, al centro di una contesa tra Virginia e Pennsylvania. Il governatore di quest'ultimo stato, Thomas Mifflin, chiese l'estradizione dei tre virginiani accusati di aver rapito Davis e di averlo portato, appunto, in Virginia. Il governatore virginiano, Beverly Randolph, rifiutò di concedere l'estradizione, sostenendo che Davis era uno schiavo fuggito, soggetto quindi alla rendition. Mifflin obiettò che Davis era libero, e che doveva essere protetto. La legge fu approvata, appunto, per risolvere questa controversia. La legge rappresentò il primo di vari tentativi del governo federale fece per bilanciare il diritto alla libertà personale e la proprietà, laddove il riconoscimento della libertà in uno stato andasse direttamente a violare la difesa della proprietà degli schiavi in un altro stato.

## La legge
Sebbene la qualificazione degli schiavi come oggetto di proprietà, negasse ad essi la possibilità di difendere i propri diritti costituzionali, la Legge sugli schiavi fuggitivi del 1793 negava questo diritto anche ai liberti. Agli schiavi fuggiti non era permesso ottenere processi con una giuria, e non era raro che ai fuggitivi non fosse permesso mostrare prove della propria libertà dinanzi alla corte. Chiunque aiutasse gli schiavi, inoltre, era punito con una multa di 500 dollari.

## Conseguenze
La legge rafforzò le previsioni della Costituzione che proteggevano lo schiavismo. Aiutare un fuggitivo sarebbe stato, da allora, un reato federale. Inoltre, essa prevedeva il meccanismo legale attraverso il quale gli schiavi fuggiti potevano essere catturati (anche negli stati abolizionisti), portati davanti al magistrato, e riportati ai padroni. La legge rese ogni schiavo fuggito un "fuggitivo a vita", in quanto poteva essere ricatturato in qualsiasi momento e in qualsiasi parte degli Stati Uniti, insieme ai figli nati, in seguito, da donne rese schiave. Una vera e propria industria di cacciatori di schiavi nacque in seguito alla legge, e a volte capitava che anche alcuni afroamericani liberi fossero catturati illegalmente e venduti come schiavi.
La misura si scontrò presto con l'opposizione degli stati del nord, e furono approvate le Leggi sulle libertà personali per intralciare gli ufficiali che eseguivano la legge. L'Indiana (1824) e il Connecticut (1828) accordarono processi con giurie ai fuggitivi che facevano appello contro una precedente decisione ad essi sfavorevole. Nel 1840, lo stato di New York e quello del Vermont estesero il diritto al processo con giuria ai fuggitivi, e fornì ad essi aiuto legale. L'opposizione alla legge, agli inizi del XIX secolo prese la forma dell'aiuto sistematico agli afroamericani nella loro fuga verso Canada e Nuova Inghilterra. Questo sistema prese il nome di Ferrovia sotterranea.